# Images 1966-1967
Images 1966-1967 is een compilatiealbum van de Britse muzikant David Bowie, uitgebracht in 1973. Op het album staan nummers van zijn eerste album David Bowie uit 1967, alsmede een aantal andere nummers die hij opnam voor Deram Records in 1966 en 1967.
De nummers op dit album doen niet denken aan de glamrock waarmee Bowie enkele jaren later bekend zou worden. Destijds was hij nog geen bekende muzikant en werd vooral beïnvloed door de cabaretscène van Londen, met name door zangers als Anthony Newley.
In Engeland werd Bowie's vorige compilatiealbum The World of David Bowie nooit uitverkocht voordat hij zijn doorbraak beleefde met het album The Rise and Fall of Ziggy Stardust and the Spiders from Mars uit 1972. In de Verenigde Staten, waar zijn Deram-materiaal nooit werd uitgebracht na 1967, werd het uitgebracht op het label van London Records. De release viel hier samen met die van Aladdin Sane en sprong in op de groeiende populariteit van Bowie in het land.
Ter promotie van het album werd het nummer "The Laughing Gnome" uitgebracht op single, dat eerder al was uitgebracht in 1967, en bereikte de zesde plaats in Engeland, ondanks dat het sterk verschilde met de andere singles die Bowie in die tijd uitbracht. Ondanks deze hit werd het album geen groot succes.

## Tracklist
- Alle nummers geschreven door Bowie.

1. "Rubber Band" – 2:17
2. "Maid of Bond Street" – 1:43
3. "Sell Me a Coat" – 2:58
4. "Love You till Tuesday" – 3:09
5. "There Is a Happy Land" – 3:11
6. "The Laughing Gnome" – 3:01
7. "The Gospel According to Tony Day" – 2:48
8. "Did You Ever Have a Dream" – 2:06
9. "Uncle Arthur" – 2:07
10. "We Are Hungry Men" – 2:58
11. "When I Live My Dream" – 3:22
12. "Join the Gang" – 2:17
13. "Little Bombardier" – 3:24
14. "Come and Buy My Toys" – 2:07
15. "Silly Boy Blue" – 3:48
16. "She's Got Medals" – 2:23
17. "Please Mr. Gravedigger – 2:35
18. "The London Boys" – 3:20
19. "Karma Man" – 2:58
20. "Let Me Sleep Beside You" – 3:24
21. "In the Heat of the Morning" – 2:59